# Bud Allin
Brian „Bud” Allin (ur. 13 października 1944 w Bremerton, Waszyngton, zm. 10 marca 2007 w Hemet, Kalifornia) – golfista amerykański, zwycięzca pięciu imprez zawodowych w cyklu PGA Tour.

## Życiorys
Studiował na Brigham Young University w Provo (Utah), był w czasie studiów członkiem akademickiej reprezentacji w golfie. Służył wojskowo w czasie wojny w Wietnamie, otrzymując dwukrotnie odznaczenie Purple Heart. W 1969 rozpoczął zawodowe występy. Pierwsze zwycięstwo turniejowe w cyklu PGA Tour odniósł w 1971, kiedy na Greater Greensboro Open, w dogrywce na dodatkowym dołku, pokonał Dave’a Eichelbergera i Roda Funsetha. Wygrał ponadto turnieje Florida Citrus Open (1973), Doral-Eastern Open Invitational (1974), Byron Nelson Golf Classic (1974) i Pleasant Valley Classic (1976), a poza cyklem PGA Tour największy turniej golfowy Nowej Zelandii New Zealand Open (1980). Dwukrotnie kończył imprezy wielkoszlemowe na dzielonym 10. miejscu – US Open w 1974 i PGA Champioship w 1975. Sezon 1974, w którym odniósł dwa zwycięstwa turniejowe, zakończył na 9. miejscu na liście zarobków PGA Tour.
Po ukończeniu 50. roku życia uzyskał prawo gry w cyklu rozgrywek weteranów Senior PGA Tour (później Champions Tour). Udane występy w pierwszym sezonie tych rozgrywek przyniosły mu nominację do tytułu debiutanta roku (Rookie) w 1995. Jedyne zwycięstwo turniejowe w tych rozgrywkach odniósł w 1997, kiedy wygrał American Express Invitational. Starty turniejowe (zakończone w 2000) łączył z pracą instruktora golfa, m.in. w San Diego Golf Academy.
Zmarł w marcu 2007 po chorobie nowotworowej.